# Bill Nunn
William Goldwyn Nunn III, conhecido como Bill Nunn (Pittsburgh, 20 de outubro de 1953 – Pittsburgh, 24 de setembro de 2016), foi um ator estadunidense. Participou de diversos filmes e séries de TV, sendo mais conhecido por ter participado da comédia Sister Act (1992) como o Detetive Eddie Souther, no filme Do the Right Thing (1989) como Radio Raheem e na trilogia Spiderman como o editor do jornal Joseph 'Robbie' Robertson.

## Vida pregressa
Nunn nasceu em Pittsburgh, Pensilvânia, filho de William G. Nunn, Jr., um conhecido jornalista e editor da Pittsburgh Courier, e também um olheiro da National Football League. Seu avô paterno foi o primeiro jogador afro-americano de futebol na George Westinghouse High School (Pittsburgh). Em 1970 Nunn graduou-se na Schenley High School e Morehouse College (turma  de 1976).

## Carreira
Nunn estreou como ator em 1988 no filme de Spike Lee School Daze, e ficou mais conhecido por seus papéis como Radio Raheem em Do the Right Thing de Spike Lee, e como o guarda-costas Duh Duh Duh Man em New Jack City (1991).
Alguns de seus outros trabalhos incluem Mo' Better Blues e He Got Game, ambos dirigidos por Spike Lee, como também Regarding Henry, Sister Act, Canadian Bacon, The Last Seduction, Things To Do In Denver When You're Dead, New Jack City, Runaway Jury, trilogia Homem-Aranha (como Joseph "Robbie" Robertson), Firehouse Dog, além das séries de televisão The Job, Randy and The Mob, e na adaptação para a televisão de A Raisin in the Sun (2016).

## Morte
Bill Nunn faleceu em casa, em 24 de setembro de 2016, aos 62 anos, vítima de leucemia.

## Filmografia selecionada
- Sharky's Machine (1981) como Kitten's Bouncer (não creditado)
- School Daze (1988) como Grady
- Do the Right Thing (1989) como Radio Raheem
- Glory (1989) (uncredited)
- Def by Temptation (1990) como Dougy
- Cadillac Man (1990) como Grave Digger
- Mo' Better Blues (1990) como Bottom Hammer (Bass)
- New Jack City (1991) como Duh Duh Duh Man
- Regarding Henry (1991) como Bradley, Physical Therapist
- White Lie (1991) como Chief Adams
- Sister Act (1992) como Eddie Souther
- Loaded Weapon 1 (1993) como Police Photographer
- Blood Brothers (1993) como William Crawford
- The Last Seduction (1994) como Harlan
- Save Me (1994) como Det. Vincent
- Candyman: Farewell to the Flesh (1995) como Reverend Ellis
- Canadian Bacon (1995) como Kabral
- Things to Do in Denver When You're Dead (1995) como Easy Wind
- True Crime (1995) como Detective Jerry Guinn
- The Affair (1995) como Sgt. Rivers
- Money Train (1995) como Crash Train Motorman
- New York Undercover (TV Series) (1995) como Lt. Carver
- Touched by an Angel (série de TV) (1996) como Frank Champness
- Bulletproof (1996) como Finch
- Extreme Measures (1996) como Det. Bob Burke
- Quicksilver Highway (1997) como Len
- Kiss The Girls (1997) como Det. John Sampson
- Mad City (1997) como Cliff Williams (não creditado)
- Ellen Foster (1997) como Mr. Douglas
- Always Outnumbered (1998) como Howard M'Shalla
- He Got Game (1998) como Uncle Bubba
- Ambushed (1998) como Watts Fatboy
- The Legend of 1900 (1999) como Danny Boodman
- The Tic Code (1999) como Kingston
- Passing Glory (1999) como Howard Porter
- Foolish (1999) como Jimmy Beck
- The Hungry Bachelors Club (1999) como Moses Grady
- Lockdown (2000) como Charles
- The Job (série de TV) (2001–2002) como Terrence 'Pip' Phillips
- The Substitute 4: Failure Is Not An Option (2001) como Luther
- Spider-Man (2002) como Joseph 'Robbie' Robertson
- People I Know (2002) como The Reverend Lyle Blunt
- Runaway Jury (2003) como Lonnie Shaver
- Spider-Man 2 (2004) como Joseph 'Robbie' Robertson
- Out There" (2006) como Desmond
- Idlewild (2006) como GW
- Firehouse Dog (2007) como Joe Musto
- Spider-Man 3 (2007) como Joseph 'Robbie' Robertson
- Randy and the Mob (2007) como Wardlowe Gone
- A Raisin in the Sun (2008) como Bobo
- Little Bear and the Master (2008) como Warden
- Fences (2009)
- Help Me, Help You (2009) como Detective
- Won't Back Down (2012) como Principal Holland
- Sirens (série de televisão) (2014-2015) como Cash (última aparição)